# Rue Léon-Gambetta (Toulouse)
Pour les articles homonymes, voir Rue Gambetta.
La rue Léon-Gambetta (en occitan : carrièra Leon Gambetta) est une voie publique de Toulouse, chef-lieu de la région Occitanie, dans le Midi de la France.

## Situation et accès

### Description
La rue Léon-Gambetta est une voie publique. Elle se situe au cœur du quartier Capitole.
Elle naît au carrefour des rues Peyrolières, Jean-Suau et Malbec, connu autrefois comme la place Peyrolières. Longue de 255 mètres, elle se termine en débouchant sur la place du Capitole. Elle est prolongée au sud par les rues Peyrolières, des Couteliers, de la Dalbade et de la Fonderie jusqu'à la place du Salin, et par la rue Jean-Suau jusqu'à la place et au port de la Daurade.
La chaussée compte une seule voie de circulation automobile à sens unique, depuis la place du Capitole vers le carrefour des rues Peyrolières, Jean-Suau et Malbec. Elle appartient à une zone de rencontre et la vitesse y est limitée à 20 km/h. Il n'existe pas de piste, ni de bande cyclable, quoiqu'elle soit à double-sens cyclable.
Enfin, la rue Léon-Gambetta est parcourue par le sentier de grande randonnée 86 (GR 86), qui va de Toulouse à Bagnères-de-Luchon, et le sentier de grande randonnée 861 (GR 861), qui va de Toulouse à Saint-Bertrand-de-Comminges. Ils sont prolongés, au nord, à la place du Capitole, où ils ont leur origine, et au sud, par la rue Jean-Suau.

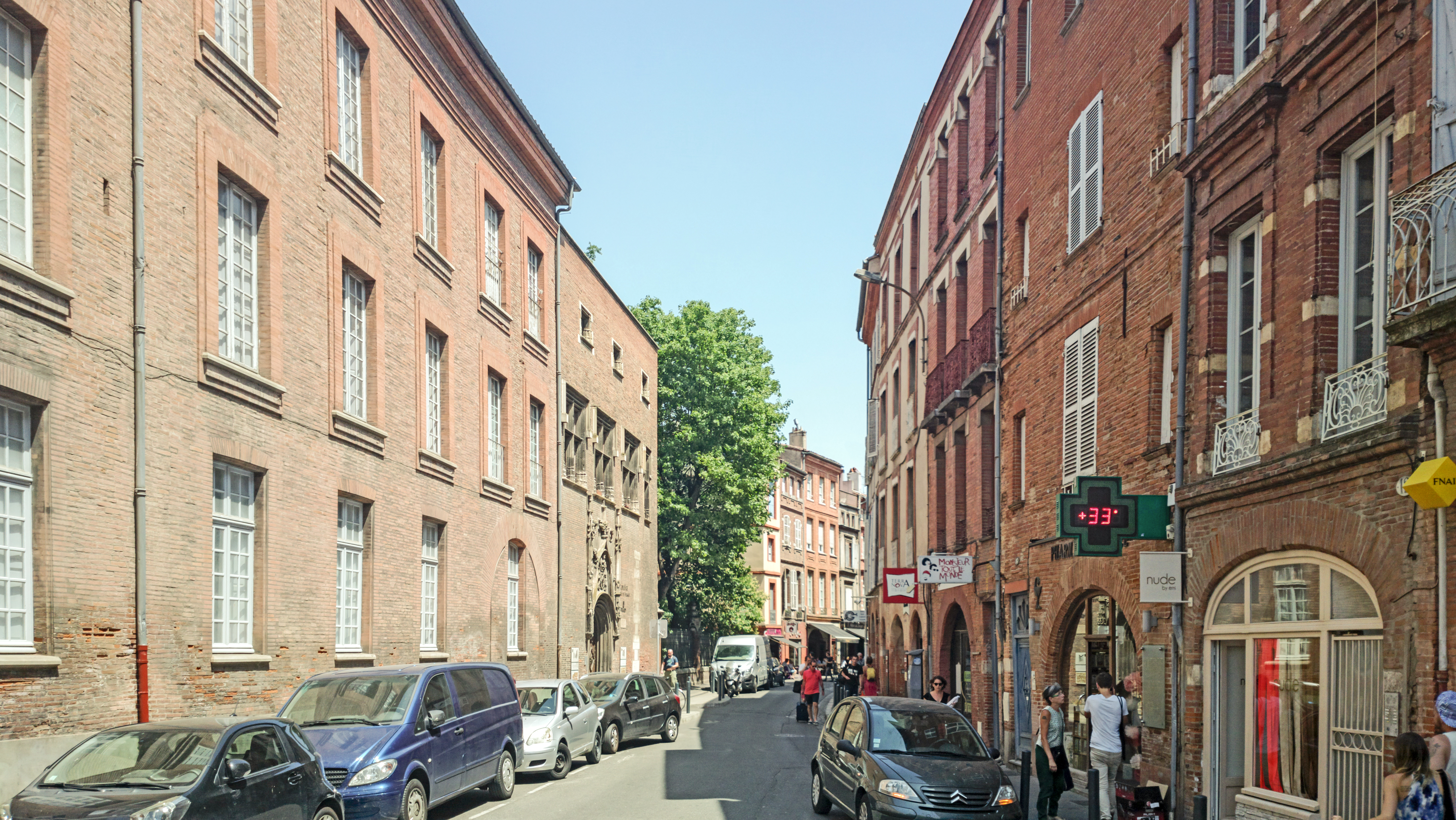
Le début de la rue et l'hôtel de Bernuy.
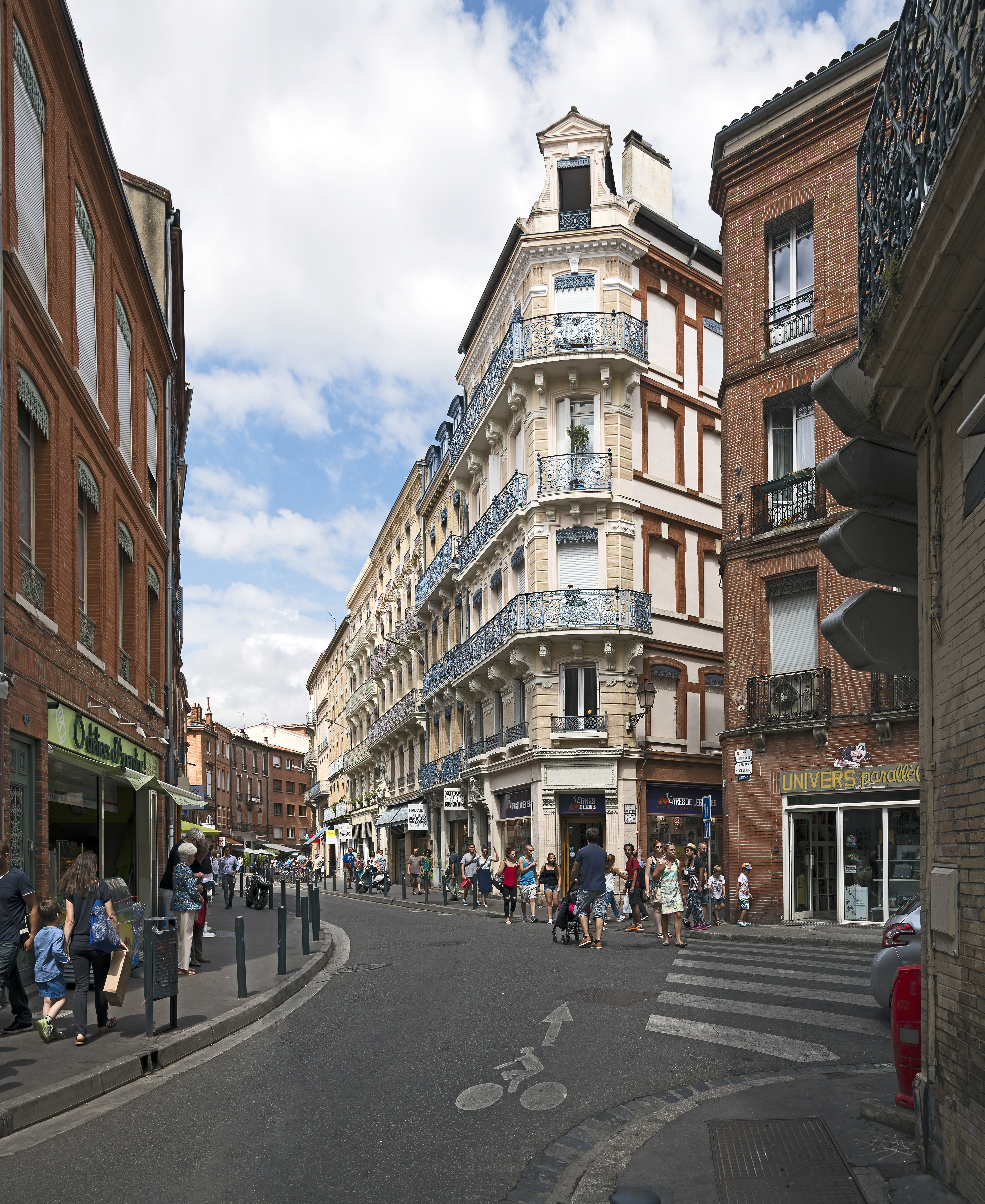
Le carrefour des rues Léon-Gambetta, des Gestes et Sainte-Ursule.

### Voies rencontrées
La rue Léon-Gambetta rencontre les voies suivantes, dans l'ordre des numéros croissants (« g » indique que la rue se situe à gauche, « d » à droite) :
1. Rue Malbec (g)
2. Rue Peyrolières (d)
3. Rue Joseph-Lakanal (g)
4. Rue Sainte-Ursule (d)
5. Rue des Gestes (d)
6. Rue de Mirepoix (g)
7. Place du Capitole

### Transports
La rue Léon-Gambetta est parcourue et desservie directement par la navette Ville. Elle se trouve à proximité des stations Capitole et Esquirol de la ligne  du métro. À cette dernière marquent également l'arrêt les bus de la ligne de 44.
Les stations de vélos en libre-service VélôToulouse les plus proches se trouvent dans les rues voisines : la station no 4 (15 rue Sainte-Ursule) et la station no 11 (2 place de la Daurade).

## Odonymie
Le nom de la rue rend hommage à Léon Gambetta, homme politique français républicain, membre du Gouvernement de la Défense nationale et personnalité politique majeure de la Troisième République, né à Cahors en 1838 et mort à Sèvres en 1882.
Au Moyen Âge, elle était connue comme la rue d'Argentières ou des Argentiers, qu'elle devait aux artisans qui avaient profession de batteur d'or et surtout d'orfèvre (argentièr en occitan) qui l'habitaient. Ils profitaient de la présence des nombreux orpailleurs qui travaillaient au port des Viviers (actuel port de la Daurade) et triaient les graviers et les sables aurifères de l'Ariège et de la Garonne. À partir de la fin du XVIIe siècle apparaît régulièrement le nom de rue des Balances, qu'elle doit à une auberge à l'enseigne des Balances (ancien no 45). En 1794, pendant la Révolution française, elle devint rue Nationale, mais retrouva ensuite le nom de rue des Balances jusqu'en 1885, date à laquelle elle prit le nom de Léon Gambetta, à la suite d'une délibération du conseil municipal dirigé par le républicain Joseph Sirven.

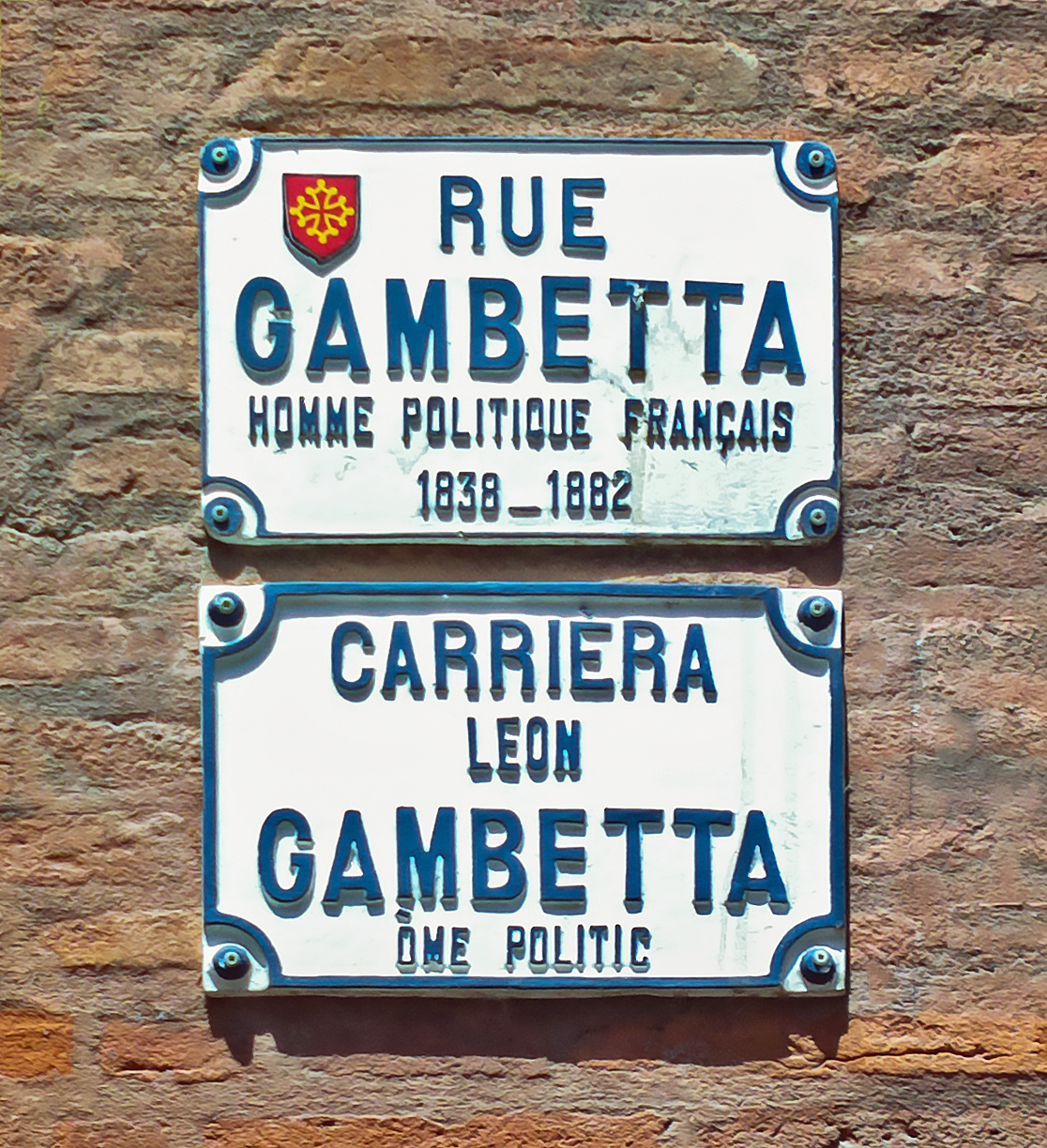
Plaques de rue en français et en occitan.
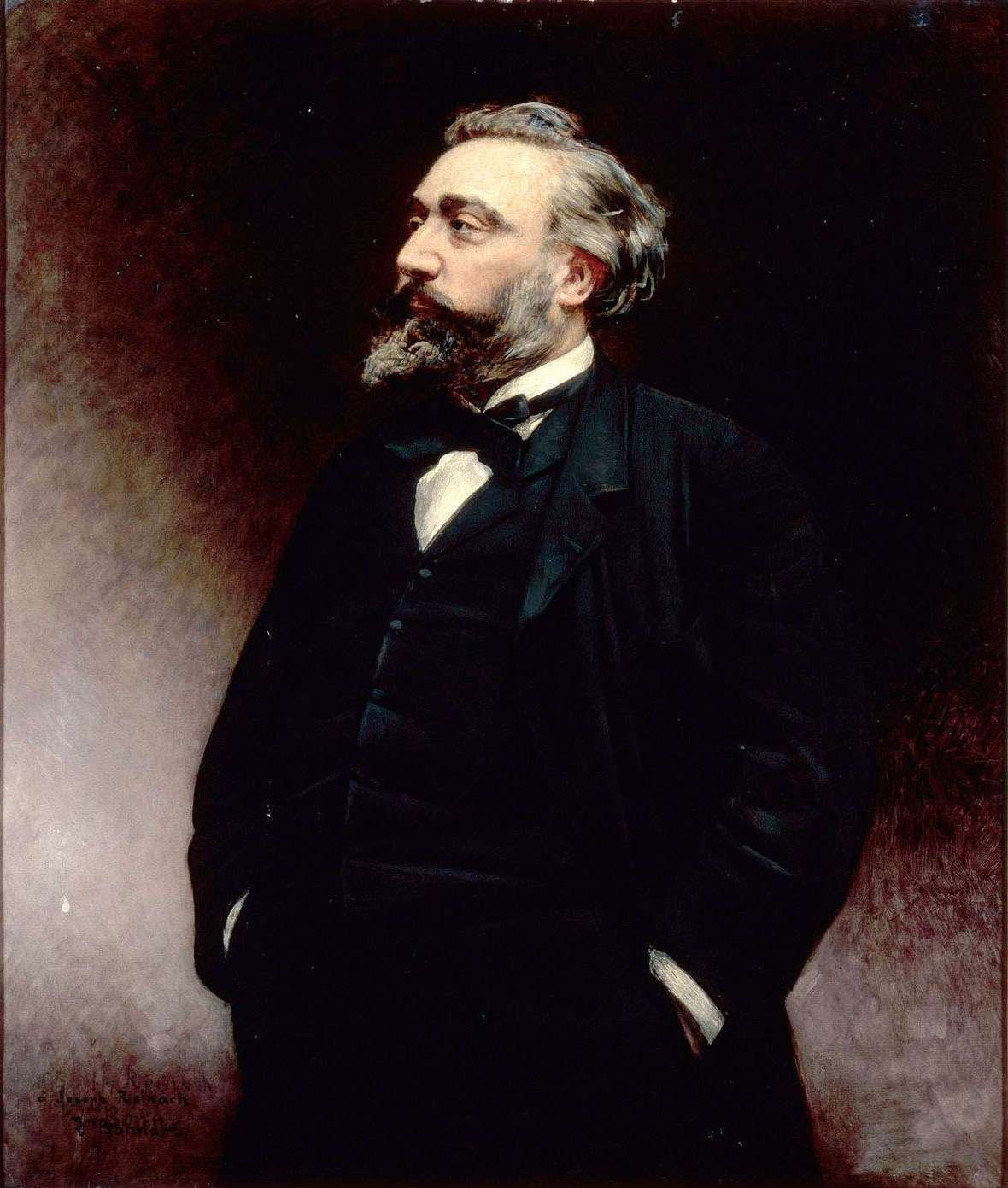
Portrait de Léon Gambetta, par Léon Bonnat (1888).

## Histoire

### Moyen Âge et période moderne
Au Moyen Âge, la rue est une des importantes artères commerçantes de la ville. Elle relie la Porterie, au niveau de l'actuelle place du Capitole, au quai de la Daurade, un des principaux ports de la ville. De nombreux orfèvres, batteurs d'or ou « argentiers » installent leur boutique, donnant leur nom à la rue d'Argentières ou des Argentiers. Ils avaient par exemple la responsabilité de fabriquer les fleurs qui récompensent depuis le XIVe siècle les vainqueurs du concours des Jeux floraux. Ils profitent particulièrement du travail des orpailleurs (aurpalhaires en occitan), qui travaillent nombreux au port des Viviers (actuel port de la Daurade). Entre les rues Peyrolières, Jean-Suau et Joseph-Lakanal, la rue Gambetta s'élargit, formant une place triangulaire, désignée au Moyen Âge comme la place Peyrolières. Elle avait son propre pilori avec carcan de fer, un ormeau et un puits. En 1382, le cardinal Pierre de Monteruc, ancien évêque de Pampelune, ouvre le collège Sainte-Catherine (ou collège de Pampelune). On y accueille 4 prêtres et 20 boursiers, étudiants à l'université de Toulouse.
Après les incendies du 7 mai 1463 et du 20 mars 1523, extrêmement destructeurs dans le quartier de la rue Gambetta, les maisons à pans de bois cèdent progressivement la place aux bâtiments en brique. La tradition commerçante se poursuit, mais l'ampleur des destructions permet aux élites locales de réunir de vastes emprises foncières pour faire bâtir leurs hôtels particuliers. Au début du XVIe siècle, le marchand et capitoul Jean de Bernuy fait construire un des plus beaux hôtels toulousains. En 1566, son fils vend l'hôtel pour qu'on y ouvre un collège tenu par les Jésuites chassés de Pamiers par les protestants.

### Époque contemporaine

#### AuXIXesiècle
Au début du XIXe siècle, la municipalité engage des travaux afin d'améliorer la circulation et le commerce dans les rues de la ville. En 1815, le plan de l'architecte Urbain Vitry prévoit d'élargir la vieille rue des Balances. La rue est élargie, par la destruction de plusieurs immeubles entre la place Royale (actuelle place du Capitole) et la rue des Gestes (actuels no 44 à 56). Des immeubles sont reconstruits dans le style néo-classique (actuel no 24). Pour d'autres, les propriétaires se contentent de reprendre les façades pour se mettre au goût du jour (actuels no 9, 15, 21 et 23). Mais les transformations les plus importantes interviennent au nord de la rue, avec l'aménagement de la place du Capitole. Entre 1809 et 1812, de nouveaux immeubles sont élevés sur le côté sud de la place, sur les plans de l'architecte Jacques-Pascal Virebent. Ainsi, le vieux collège de Pampelune est détruit en 1811. Le côté ouest de la place, élevé entre 1850 et 1852 sur les plans de l'architecte Jean Bonnal, entraîne une modification du tracé de la rue des Balances et la démolition de plusieurs immeubles (anciens no 45 et 47, actuels no 8-9 place du Capitole).
La rue connaît une activité croissante, liée à la proximité de la place du Capitole, devenue le cœur de la cité au XIXe siècle, et au passage des voyageurs. Au milieu du XIXe siècle, on trouve des départs de diligences sur cette place, mais aussi dans les rues voisines, et particulièrement dans la rue des Balances, comme dans la cour de l'hôtel de Maleprade (actuel no 43). Malgré le développement du chemin de fer et l'ouverture de la gare Matabiau en 1856, l'activité des diligences se poursuit jusqu'à la veille de la Première Guerre mondiale. La rue est également traversée, dès 1863, par les services de transport en commun de la Compagnie des omnibus toulousains d'Eugène, puis de Firmin Pons, et particulièrement par une des premières lignes d'omnibus à impériale de la ville, qui relie la place du Capitole à la place Saint-Cyprien. Elle est remplacée, à partir de 1888 et jusqu'en 1907, par un tramway hippomobile Ripert, qui va de la place du Capitole à la place de la Croix-de-Pierre. 
Cette activité favorise le développement des hôtels. Le plus ancien est l'hôtel des Princes, ouvert en 1807 dans la rue des Balances par un certain Bourrel. Au milieu du siècle, on trouve également l'hôtel de Paris, devenu le Grand hôtel de Paris (ancien no 66, actuel no 7 place du Capitole), mais aussi l'hôtel Domergue (actuel no 33).
La rue conserve cependant un caractère populaire. Elle attire d'abord une foule de lycéens, qui se pressent au lycée de garçons, à l'emplacement de l'ancien collège royal. L'entrée principale se fait toujours par la rue des Balances et les lycéens utilisent la cour de pierre comme cour de récréation (actuel no 1). On trouve également de nombreux étudiants, puisque la faculté de lettres de l'université, reconstituée en 1808, s'est établie dans les murs du lycée (actuel no 1 rue Joseph-Lakanal), avant de partir dans l'ancien hôtel du Sénéchal (actuel no 17 rue Charles-de-Rémusat). Les étudiants de lettres se voient remplacés par les étudiants de la jeune faculté des sciences – ils ne sont alors pas même une centaine. Elle est établie en 1878 dans un laboratoire que l'ingénieur Léon Joulin fait construire dans le jardin du lycée, à l'angle de la rue Joseph-Lakanal. Ce n'est alors qu'une salle, équipée de paillasses à carreaux de faïence et munies d'une distribution d'eau et de gaz. De nouveaux bâtiments sont cependant élevés par les architectes Joseph Galinier et Jules Calbairac sur les allées Saint-Michel (actuels no 39-41 allées Jules-Guesde), où la faculté et ses 90 étudiants emménagent progressivement entre 1887 et 1888. À partir de 1912, l'hôtel de Maleprade (actuel no 43) abrite également une école privée, l'école Sainte-Barbe, fondée en 1882 par l'abbé Pierre Soule dans l'hôtel de Sapte de la rue Joutx-Aigues (actuel no 3).

#### AuxXXeetXXIesiècles
Dans la deuxième moitié du XXe siècle, plusieurs immeubles insalubres et en mauvais état sont abattus, pour être reconstruits, généralement dans un style moderne utilisant un plaquage de brique sur les façades de béton (actuel no 39 et 41). À la fin du siècle, plusieurs opérations immobilières d'envergure permettent de remanier considérablement des immeubles anciens en résidences de standing, tel l'hôtel de Maleprade, devenu la résidence Le Parc du Capitole (actuel no 43). 
Au tournant du XXIe siècle, la rue Léon-Gambetta conserve un visage vivant. Elle est bordée de plusieurs bars, cafés et restaurants qui étalent leurs petites terrasses sur les trottoirs, et de boutiques. Parmi celles-ci se trouvent plusieurs librairies, dont Ombres blanches, fondée en 1975, première librairie indépendante de la région. De plus, entre juillet 2017 et novembre 2018, dans le cadre des travaux menés dans le centre-ville par l'urbaniste Joan Busquets, la rue bénéficie de profonds réaménagements qui favorisent la place des piétons. Dans le même temps, la mairie soutient financièrement la rénovation des façades des immeubles.

## Patrimoine et lieux d'intérêt

### Hôtel de Bernuy et collège Pierre-de-Fermat
- no  1 : hôtel de Bernuy (1503-1533) ; collège des Jésuites (1562) ; collège Royal ; collège Pierre-de-Fermat.  Classé MH (1889, hôtel de Bernuy)[21],[22].

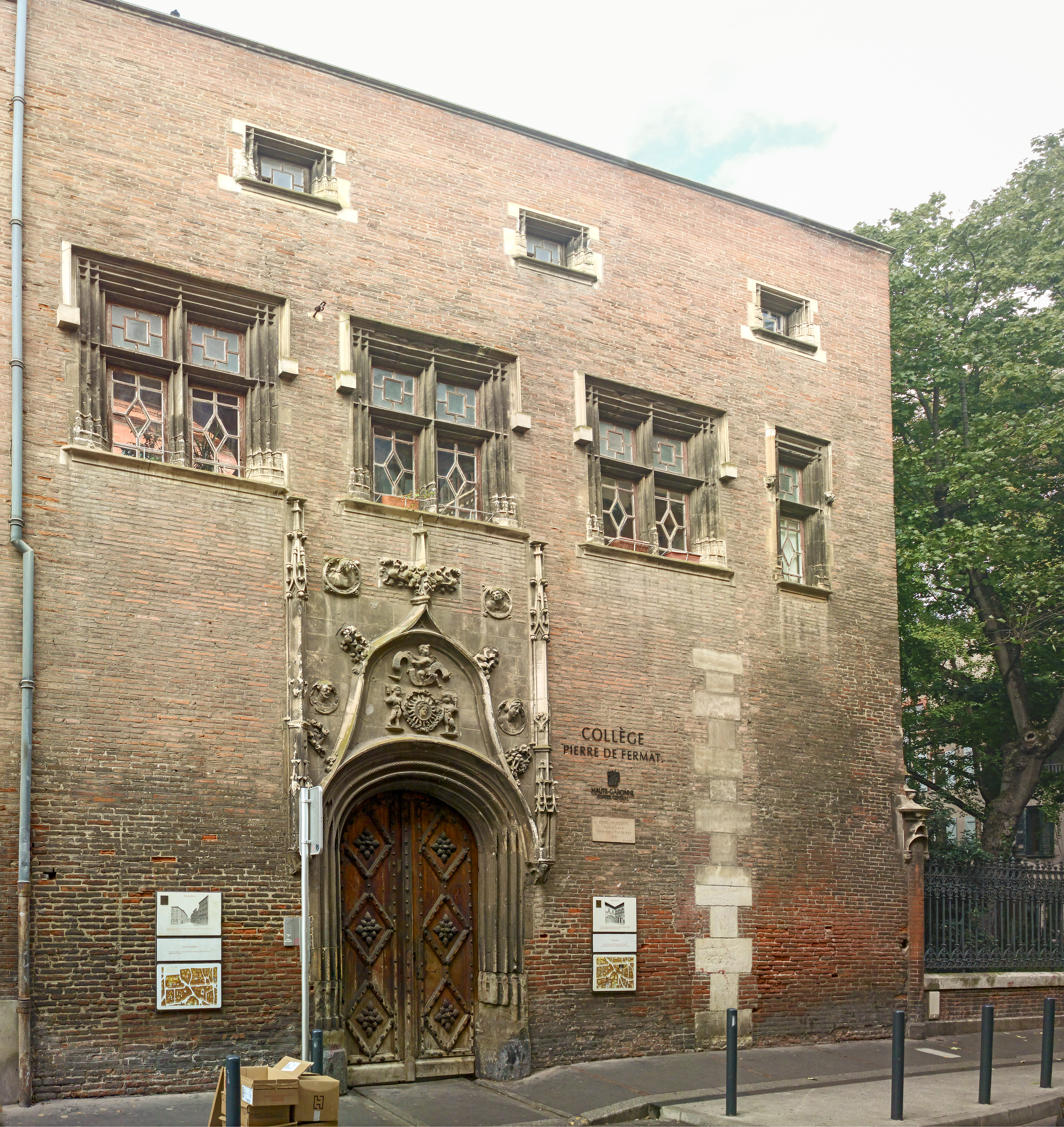
no 25 : façade de l'hôtel de Bernuy.
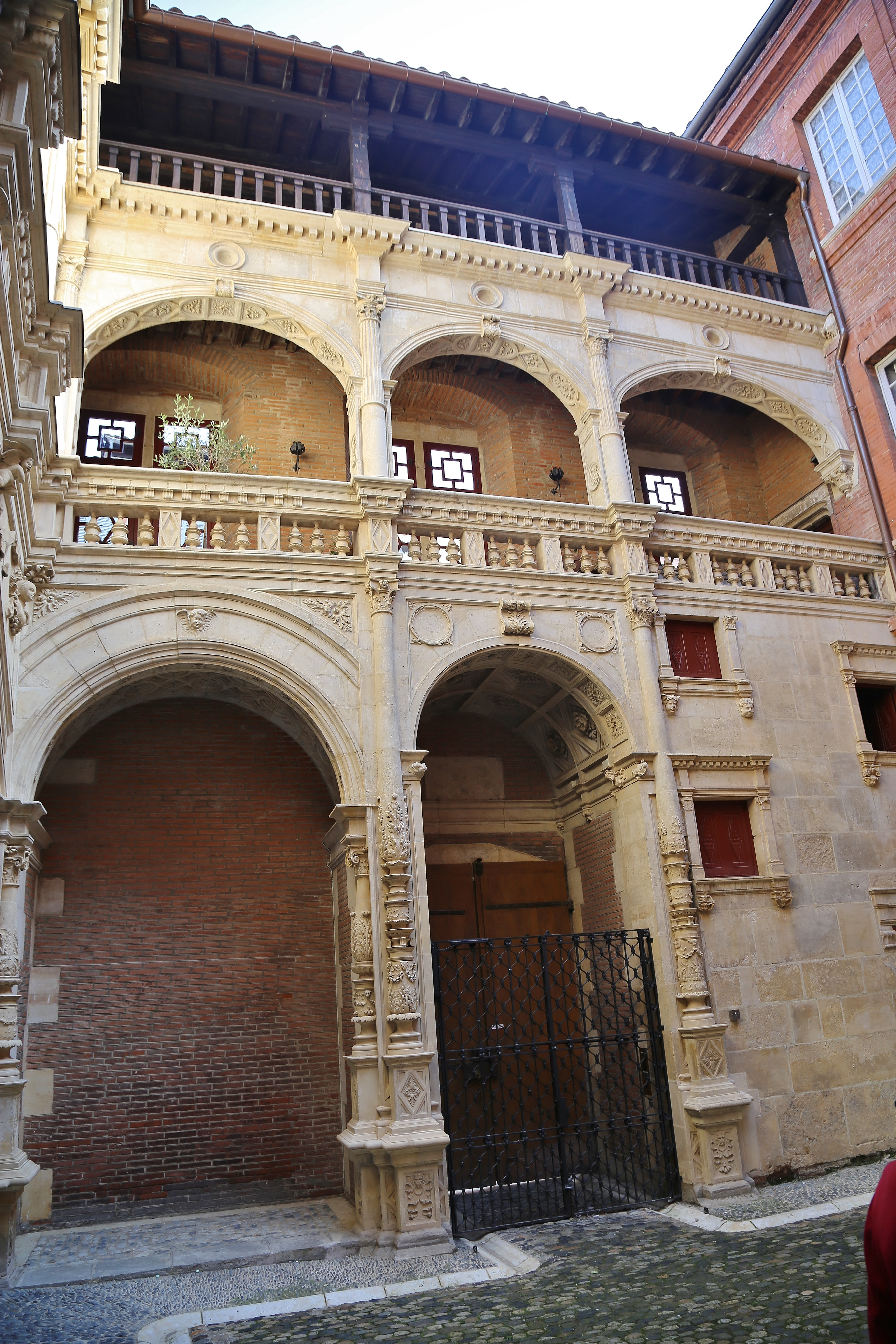
no 25 : cour intérieure de l'hôtel de Bernuy.

### Autres hôtels particuliers

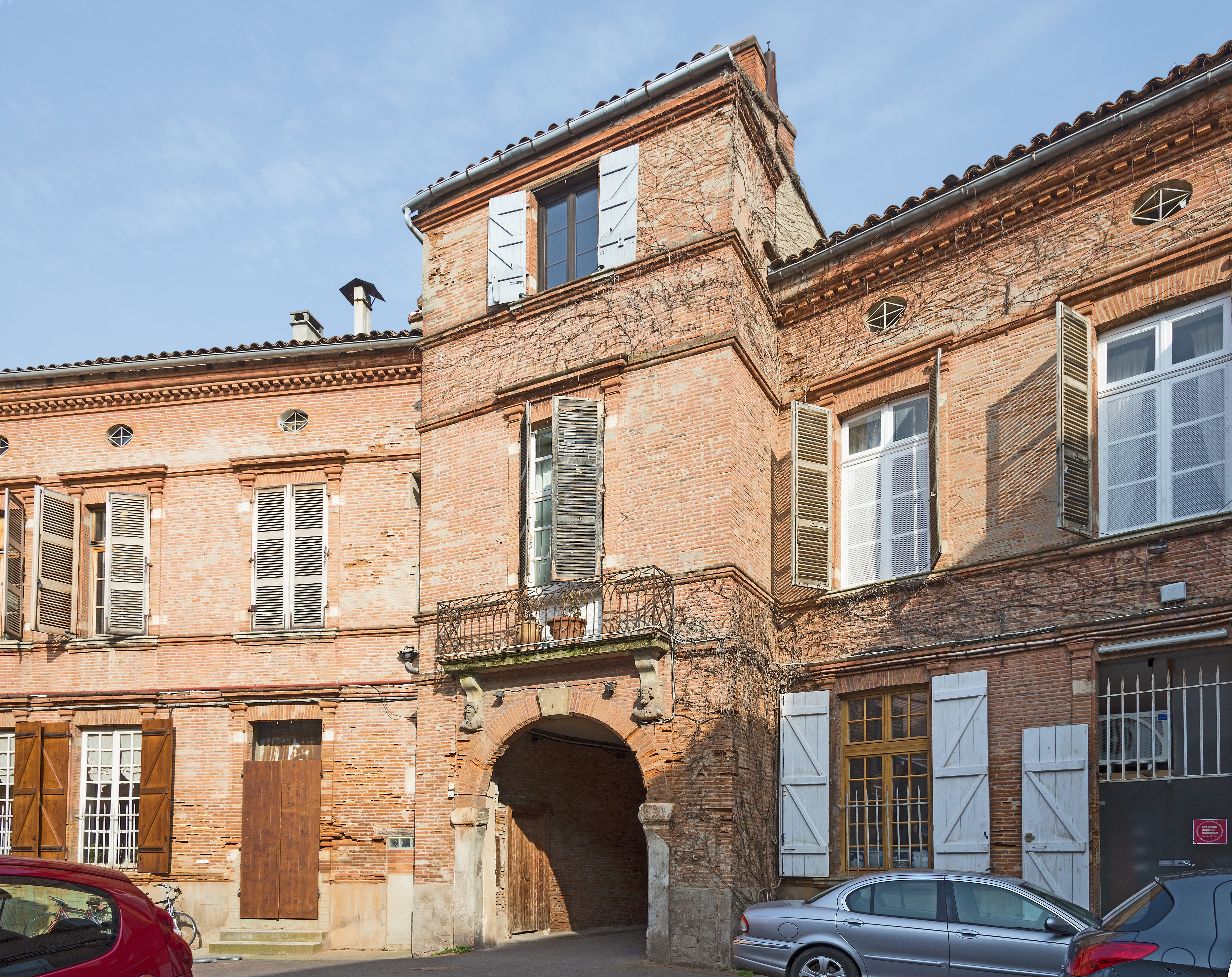
no 25 : cour intérieure de l'hôtel Saint-Étienne.

- no  13 et 25 : hôtel Saint-Étienne.  Inscrit MH (1978, façades et toitures sur rue et sur cour)[23]. 
Un hôtel particulier est construit au cours du XVIIe siècle dans le goût classique pour un propriétaire mal identifié – peut-être Jacques de Saint-Étienne, avocat et seigneur de la Fraxinetta –, entre la rue de Mirepoix (actuel no 1 bis), la rue Joseph-Lakanal (emplacement de l'actuel no 10) et la rue Léon-Gambetta. Il avait alors son entrée principale dans un autre bâtiment (actuel no 13)[24]. Le rez-de-chaussée est ouvert par une arcade en plein cintre et ornée d'une clef en pierre de taille. Le 1er étage, percé d'une unique fenêtre, est surmonté d'une corniche à denticules. Le 2e étage, qui est une surélévation du XIXe siècle, est en retrait par rapport à la façade et surmonté d'un large avant-toit[25]. 
Un passage menait autrefois à la cour centrale. Celle-ci, de forme irrégulière, est encadrée par cinq corps de bâtiment, qui s'élèvent sur quatre niveaux – un sous-sol, un rez-de-chaussée surélevé, un étage et un niveau de comble à surcroît. Sur les trois côtés nord, ouest et sud, le rez-de-chaussée est percé de grandes arcades en plein cintre et ouvert de portes surmontées d'une corniche. Sur le côté est, les deux corps de bâtiment sont simplement percés de fenêtres rectangulaires, encadrées de faux pilastres à chapiteaux doriques soutenant une fine corniche. Sur tous les côtés, l'étage est éclairé par les mêmes fenêtres. Les cordons de brique qui courent au niveau de l'appui et des corniches des fenêtres du rez-de-chaussée et de l'étage rythment les élévations. Le niveau de comble est percé d'oculi ovales. Les élévations sont couronnées par une corniche moulurée à denticules. 
Une tour de deux étages s'élève entre les deux corps de bâtiment à l'est. Deux bustes en pierre soutiennent le balcon en pierre du 1er étage, doté d'un garde-corps en fer forgé à motifs géométriques. Il est possible que ces bustes soient des vestiges de l'hôtel particulier qu'avait fait construire au début du XVIe siècle Pierre de Saint-Étienne, capitoul en 1538-1539. Le rez-de-chaussée est percé d'une arcade en plein cintre où se trouve le passage qui donne aujourd'hui accès à la rue Léon-Gambetta (actuel no 25), et où s'élève une construction du début du XIXe siècle[26],[27].

- no  35 : hôtel de Campunaud (2e quart du XIXe siècle)[28].

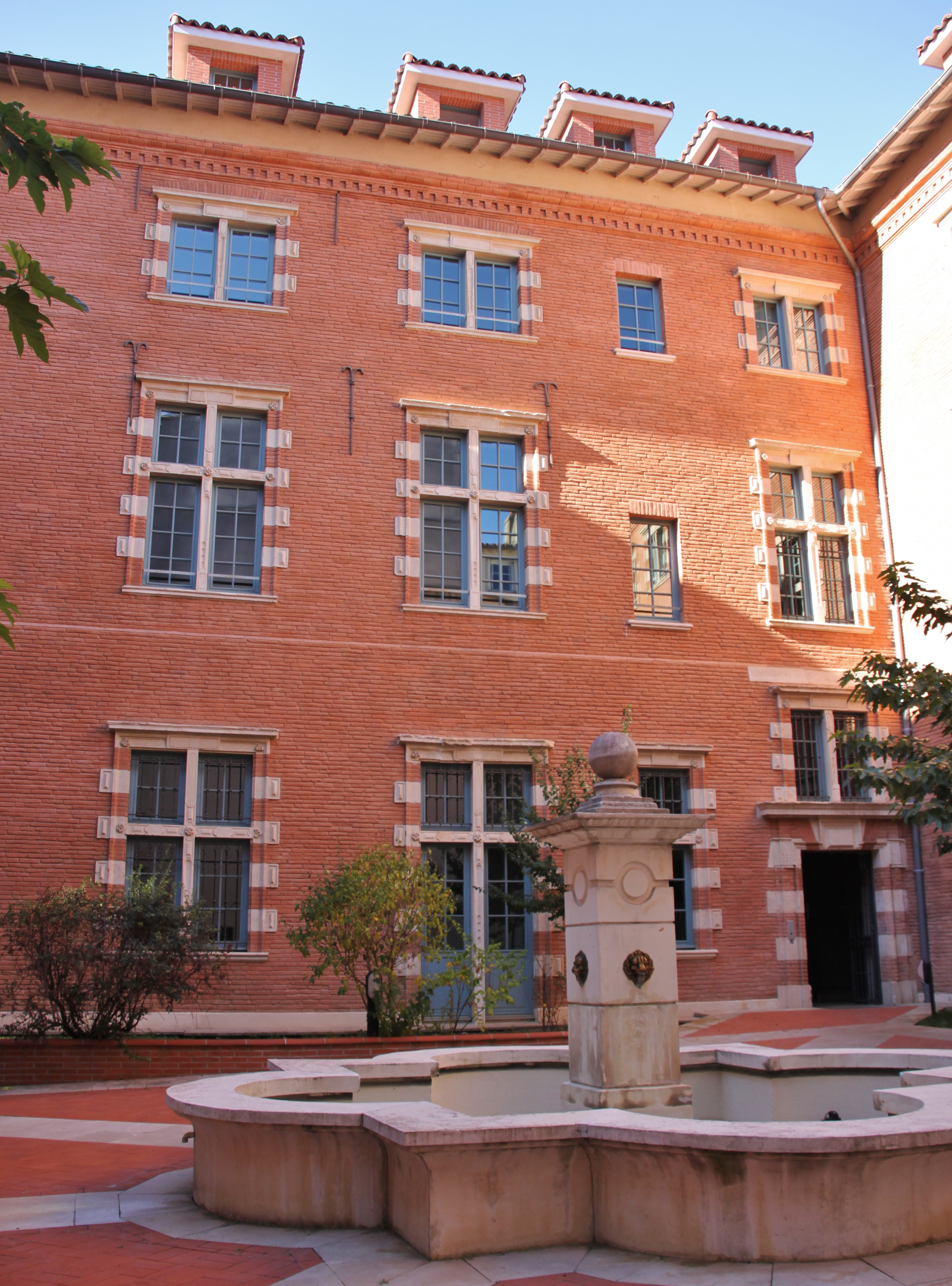
no 43 : façade sur cour de l'hôtel de Maleprade.

- no  43 : hôtel de Maleprade. 
Un immeuble gothique, reconstruit après le grand incendie de 1463, est acheté vers 1591 par Jean de Maleprade, seigneur de La Marquier et de Gaillac, quatre fois capitoul en 1599-1600, 1606-1607, 1615-1616 et 1622-1623. De 1623 à 1626, il fit élever un vaste hôtel particulier entre la rue Léon-Gambetta et la rue de Mirepoix (actuel no 10). À sa mort, l'hôtel se transmit dans la famille de Maleprade jusqu'à la Révolution française[29],[30]. En 1913, il est acheté par les frères Labouche, qui y installent leur imprimerie. Les salles de presse, de façonnage et de composition sont installées dans de nouveaux bâtiments sur la rue de Mirepoix, tandis que les parties anciennes de l'hôtel sont restaurées. L'hôtel est finalement intégré, à la fin du XXe siècle, à la résidence Le Parc du Capitole. 
L'hôtel se compose de plusieurs corps de bâtiment qui encadrent une vaste cour intérieure. Les façades sont d'un style Renaissance tardif Louis XIII. Elles s'élèvent sur trois étages et sont percées de fenêtres à croisillons ou à simple meneau, dont les montants, aux assises en briques et pierres alternées, sont ornés de fleurons et de moulures. Dans le bâtiment ouest, la porte a un linteau de brique flanqué de deux triglyphes, et elle est surmontée d'une cartouche rectangulaire au cadre mouluré. Elle donne accès à un escalier à rampes droites, ainsi qu'à la seconde cour. Au rez-de-chaussée se dresse une cheminée monumentale, en stuc, avec deux statues de Minerve et de Pomone encadrant un panneau. Au-dessus, dans les volutes d'un fronton curviligne, un écusson porte le blason de Maleprade[31],[32].

### Immeubles
- no  5 : immeuble. 
L'immeuble, de style classique, est construit au XVIIIe siècle. Il s'élève sur trois étages décroissants et séparés par un cordon de brique. Les fenêtres sont mises en valeur par un ressaut et leurs piédroits se poursuivent sous l'assise. Celles du 1er étage sont mises en valeur par un balconnet en pierre doté d'un garde-corps en fer forgé[33].

- no  6 : immeuble. 
L'immeuble, de style classique, est construit dans la première moitié du XVIIIe siècle. Il s'élève sur deux étages. Les fenêtres du 1er étage ont un balconnet en pierre doté d'un garde-corps en fer forgé[34].

- no  7 : immeuble. 
L'immeuble, de style néo-classique, date du dernier quart du XVIIIe siècle. Il s'élève sur trois étages décroissants. Le rez-de-chaussée, en pierre de taille, mais en partie recouvert d'un plaquage de brique, est formé d'une ouverture de boutique rectangulaire et d'une porte, surmontée d'une imposte en fer forgé. Au 1er étage, les fenêtres sont rehaussées par un encadrement mouluré et ornées de garde-corps en fer forgé. Aux 2e et 3e étages, les fenêtres sont inscrites dans un encadrement rectangulaire[35].

- no  9 : immeuble. 
La structure en corondage de l'immeuble date probablement du XVIIe siècle, mais le pan de bois et le hourdis sont dissimulés par l'enduit, apposé dans la première moitié du XIXe siècle, lorsque la façade est modifiée dans le style néo-classique. Large d'une seule travée, l'édifice s'élève sur quatre étages. Les deux premiers étages, séparés par une corniche en bois ornée de denticules, sont encadrés par des pilastres en bois dotés de chapiteaux corinthiens en terre cuite. Les fenêtres sont carrées et surmontées d'une corniche en bois. Le 3e étage est percé de trois simples petites fenêtres carrées. Le 4e étage est en retrait et fermé par un garde-corps en fonte[36].

- no  12 : immeuble. 
L'immeuble, de style classique, est construit dans la première moitié du XVIIIe siècle. Il s'élève sur trois étages décroissants, séparés par des cordons de brique. Le rez-de-chaussée est ouvert par une grande arcade de boutique voûtée en anse de panier. Les fenêtres du 1er étage ont des garde-corps en fer forgé et sont surmontées de larges corniches[37].

- no  15 : immeuble. 
La structure en corondage de l'immeuble date probablement du XVIIe siècle, mais le pan de bois à grille hourdé de brique est largement dissimulé par l'enduit, apposé dans la première moitié du XIXe siècle, lorsque la façade est modifiée dans le style néo-classique. Large de trois travées, l'édifice s'élève sur trois étages carrés. Les deux premiers étages sont séparés des niveaux inférieurs par une large corniche en bois. Ils sont également encadrés par des pilastres en bois dotés de chapiteaux doriques (au 1er étage) et corinthiens (au 2e étage), qui soutiennent des entablements sans décor en bois. Les fenêtres carrées sont encadrées de pilastres semblables. Celles du 1er étage ont des lambrequins en bois, celles du 2e étage des garde-corps en fonte. Le 3e étage, traité comme un étage d'attique, est percé de trois fenêtres carrées. L'élévation est surmontée d'un large avant-toit[38].

- no  20 : immeuble. 
L'immeuble, de style classique, est construit dans la première moitié du XVIIIe siècle. Il s'élève sur trois étages décroissants. Les fenêtres du 1er étage ont des garde-corps en fer forgé dont les motifs géométriques encadrent un monogramme aux lettres L et S entremêlées[39].

- no  21 : immeuble. 
La structure en corondage de l'immeuble date probablement du XVIIe siècle, mais le pan de bois à grille hourdé de brique est largement dissimulé par l'enduit, apposé dans la première moitié du XIXe siècle, lorsque la façade est modifiée dans le style néo-classique et l'immeuble haussé de deux niveaux. Large de deux travées, l'édifice s'élève sur cinq niveaux. Le 1er étage est percé d'une fenêtre unique, doté d'un balconnet, soutenu par deux consoles en bois et orné d'un garde-corps en fonte aux motifs géométriques. Le niveau est rythmé par quatre pilastres en bois, surmontés de chapiteaux corinthiens en terre cuite, qui soutiennent un entablement décoré d'une frise de palmettes. Le 2e et le 3e étage sont séparés par des corniches en bois. Les deux niveaux sont percés de deux fenêtres, surmontées d'une corniche en bois et dotées de garde-corps en fonte. Ils sont de plus rythmés par trois pilastres en bois surmontés de chapiteaux corinthiens en terre cuite. Le dernier étage est aménagé en terrasse, protégée par le toit, soutenu par trois piliers en bois, et fermée par un garde-corps en fonte[40].

- no  23 : immeuble en corondage. 
L'immeuble, de style néo-classique et bâti dans la première moitié du XIXe siècle, est en corondage, quoique le pan de bois et son hourdis sont masqués par l'enduit. Il s'élève sur trois étages décroissants. Au rez-de-chaussée, le poitrail est composé de deux pannes superposées. Au-dessus, la sablière de plancher du 1er étage est formée de deux pannes. Les étages sont séparés par des corniches moulurées et encadrés par des pilastres à chapiteaux corinthiens en terre cuite. Aux 1er et 3e étages, les frises en terre cuite ont des motifs de rinceaux. Ils sont éclairés par des fenêtres rectangulaires dont le chambranle est mouluré et les garde-corps en fonte à motifs géométriques. L'élévation est couronnée par une large corniche à denticules[41].

- no  24 : immeuble (2e quart du XIXe siècle)[42].

- no  27 : immeuble. 
L'immeuble, en corondage, est construit probablement au XVIIIe siècle, à l'angle de la rue de Mirepoix. Le rez-de-chaussée a été transformé au XXe siècle et la structure en bois est recouverte d'un plaquage récent en bois. Aux étages, le pan de bois est dissimulé par l'enduit, mais la façade est mise en valeur par un encadrement de pilastres de style dorique superposés. Au 1er étage, les deux fenêtres en bois sont rehaussées par une fine corniche et un large balconnet, soutenu par deux consoles et orné d'un garde-corps en fonte. Au 2e étage, probablement surélevé au XIXe siècle, les fenêtres ont un appui en bois, soutenu par deux consoles[43].

- no  29 : immeuble en corondage[44].

- no  30 : immeuble. 
L'immeuble, construit en 1766, est de style classique. La façade, haute de trois étages et large de trois travées, est symétrique. Le rez-de-chaussée est ouvert par deux grandes arcades de boutiques. Une inscription avec date (« Fabrique - de bas de soie - Ches (sic) Caussat - 1766 ») rappelle la construction de l'immeuble. Les étages sont décroissants et séparés par des cordons de brique. Les fenêtres sont segmentaires et sont séparées par des motifs de tables. Celles du 1er étage sont dotées de garde-corps en fer forgé. L'élévation est couronnée par une corniche moulurée[45].

- no  33 : immeuble. 
L'immeuble, construit dans la première moitié du XVIIIe siècle, se compose de plusieurs corps de bâtiments entre la rue Léon-Gambetta et la rue de Mirepoix (actuel no 6). La façade sur la rue, de style classique, est symétrique. Elle s'élève sur trois étages décroissants, séparés par des cordons. Aux étages, les fenêtres sont rectangulaires, ont des chambranles en saillie, des balconnets en pierre et des garde-corps en fer forgé, et sont surmontées de corniches moulurées. L'élévation est couronnée d'une corniche[46].

- no  34 : immeuble (2e quart du XIXe siècle)[47].

- no  48 : immeuble. 

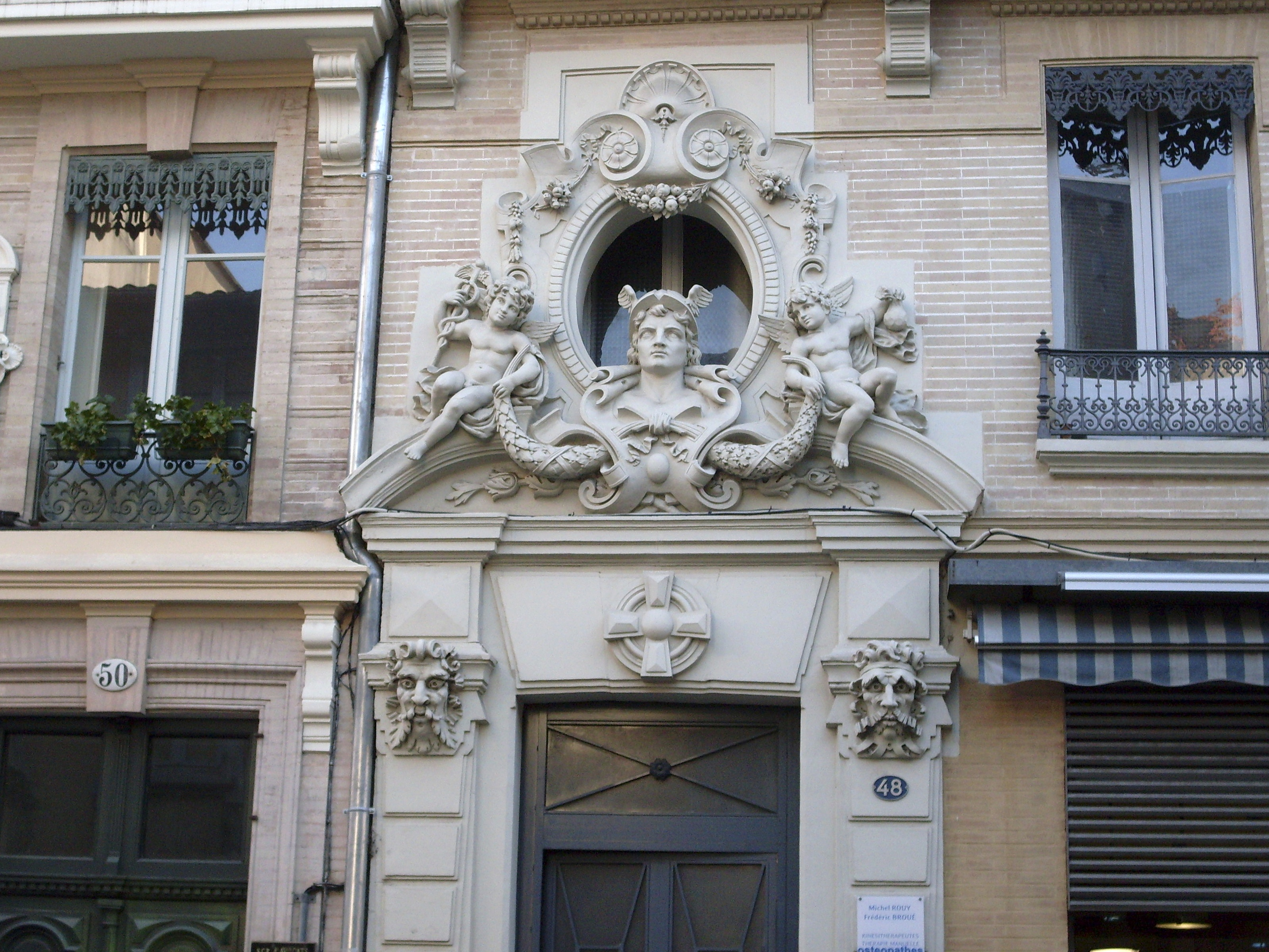
no 48 : détail du décor de la porte.

L'immeuble est construit dans la deuxième moitié du XIXe siècle par l'architecte Étienne Gazagne dans un style éclectique caractéristique du goût de l'époque. La façade, construite en brique claire, s'élève sur cinq niveaux : un rez-de-chaussée, un entresol et trois étages. Le rez-de-chaussée est percé de grandes ouvertures de boutique rectangulaires. À gauche, la porte piétonne a reçu un riche décor en pierre : elle est encadrée de pilastres à bossages dont les chapiteaux portent des mascarons d'hommes barbus, et surmontée au niveau de l'entresol d'un fronton curviligne, sur lequel s'appuient deux putti, qui encadrent un buste de Mercure casqué. La lucarne ovale est encadrée d'un décor de guirlandes de fleurs et de grappes de raisin. Le 1er étage est mis en valeur par un balcon continu, le 2e étage par des balconnets, qui portent des garde-corps en fonte[48].

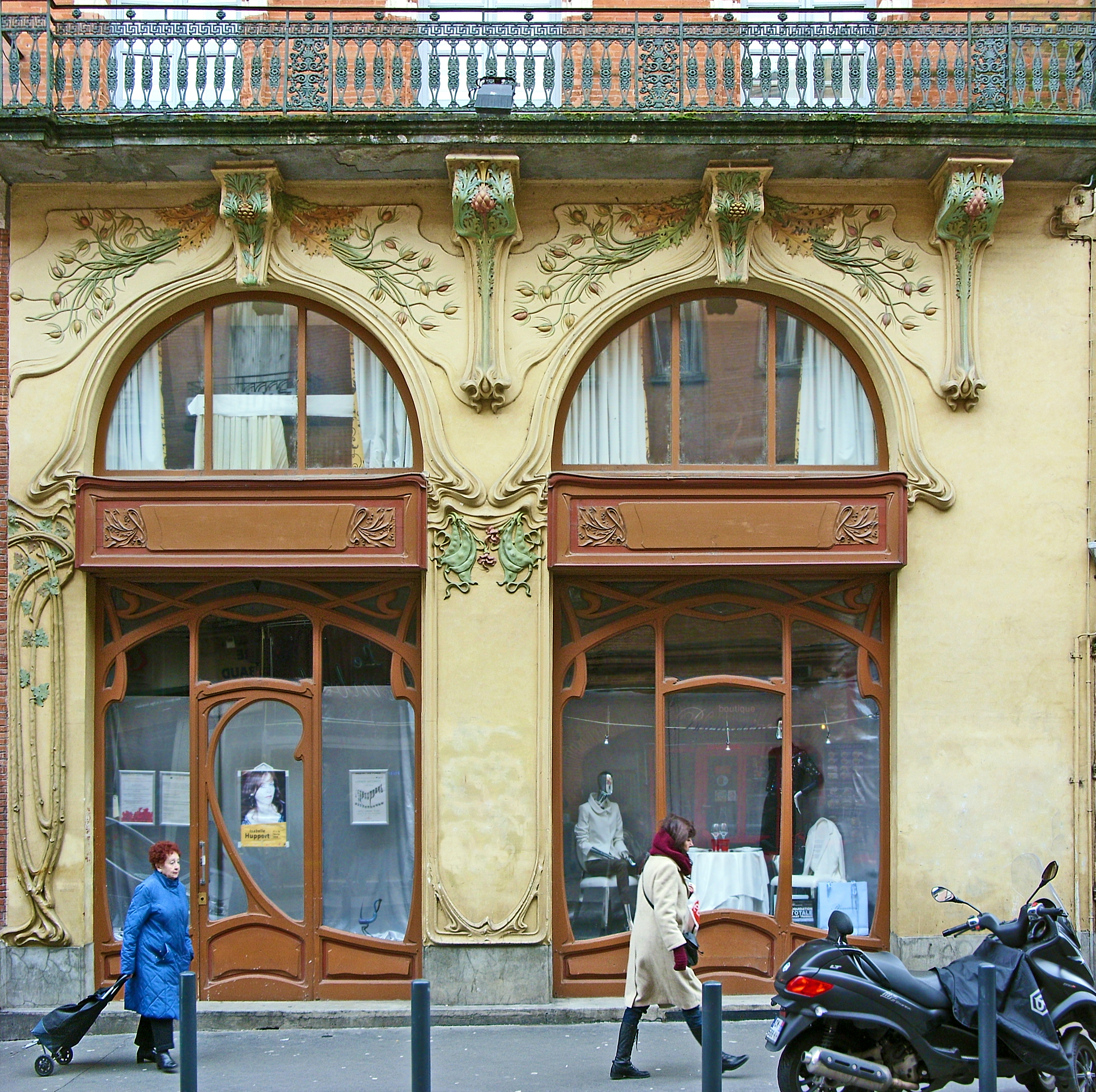
no 58-60 : façade Art Nouveau de l'ancienne librairie-papeterie Viviès.

- no  58-60 : café et hôtel de la Paix ; librairie-papeterie Viviès.  Inscrit MH (1975, extérieur de la librairie Modern Style)[49]. 
L'immeuble actuel est construit en 1811, dans le cadre des travaux de la place du Capitole menés par l'architecte Jacques-Pascal Virebent, entre la rue Léon-Gambetta, la place du Capitole (actuel no 7) et la rue Saint-Rome (actuel no 55). Du côté de la rue Léon-Gambetta (actuel no 58), il occupe l'emplacement d'un ancien collège universitaire, le collège Sainte-Catherine, construit au XVIe siècle. Il subsiste, dans la cour de l'immeuble, des vestiges des murs médiévaux[50].

## Personnalités

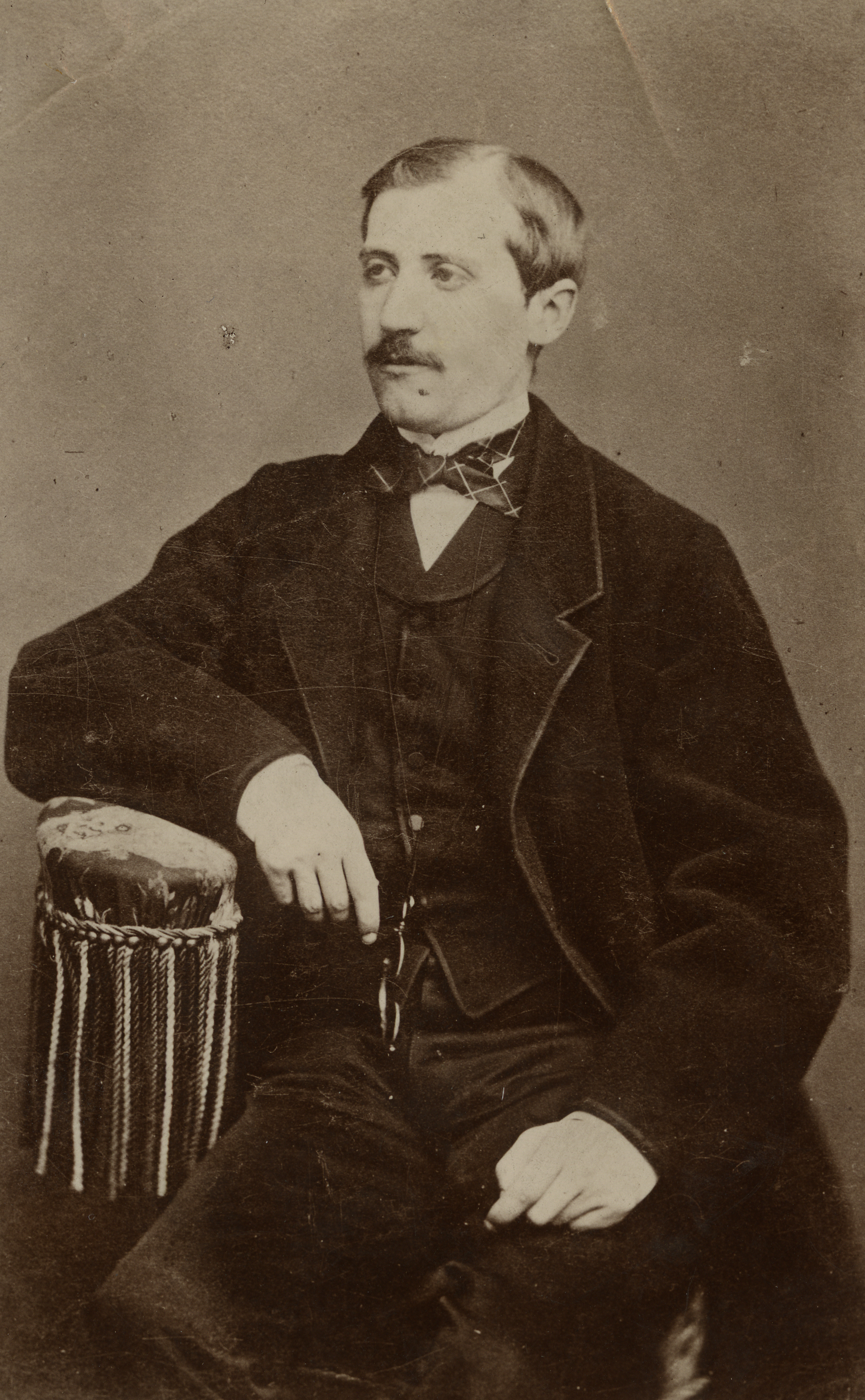
Portrait d'Ernest Roschach, par Eugène Delon (1875, Archives municipales.

- Pierre Affre (vers 1590-1669) : c'est dans un immeuble (emplacement de l'actuel no 7) que vécut le sculpteur Pierre Affre[51].

- Jacques-Jean Esquié (1817-1884) : fils d'un cuisinier qui habitait dans la rue des Balances (ancien no 45, emplacement de l'actuel no 8-9 place du Capitole), Jacques-Jean Esquié devint architecte, et travailla en particulier pour le département de la Haute-Garonne et pour le diocèse de Toulouse. Il fut également conseiller municipal[52].

- Hilaire Pader (1607-1677) : le peintre Hilaire Pader naquit et vécut dans la maison que possédait son père, Antoine Pader (emplacement de l'actuel no 30)[53].

- Jean Rancy (XVIe siècle) : c'est dans une maison à l'angle de la rue Joseph-Lakanal (emplacement de l'actuel no 1 bis) que vécut le sculpteur Jean Rancy, auteur de la Dame Tholose qui couronnait la tour des Archives, avant d'être déplacée au sommet de la colonne Dupuy (actuelle place Dominique-Martin-Dupuy)[51].

- Ernest Roschach (1837-1909) : c'est dans l'immeuble du no 7 qu'est né Ernest Roschach, historien et archiviste toulousain[51],[54].

- Vergnes (fin du XVIIIe siècle) : la boutique du peintre d'enseignes et vitrier Vergnes se trouvait à l'emplacement de l'actuel no 39. En 1794, il fut chargé par la municipalité révolutionnaire de dresser le tableau de changement des noms des voies de la ville, approuvé le 6 floréal an II (25 avril 1794), mais abandonné à la fin de cette même année[26].